# Serjania laevigata
Serjania laevigata är en kinesträdsväxtart som beskrevs av Ludwig Radlkofer. Serjania laevigata ingår i släktet Serjania och familjen kinesträdsväxter. Inga underarter finns listade i Catalogue of Life.